# Mormonia piatrix
Mormonia piatrix är en fjärilsart som beskrevs av Augustus Radcliffe Grote 1865. Mormonia piatrix ingår i släktet Mormonia och familjen nattflyn. Inga underarter finns listade i Catalogue of Life.